# One Piece:Heart of Gold
One Piece: Heart of Gold (ハートオブ ゴールド Hāto obu Gōrudo?) es una película de animación de la serie One Piece, que estrenó 16 de julio de 2016, como episodio especial de televisión del anime de One Piece dirigido por Tatsuya Nagamine. Este especial está ligado a la película One Piece Film: Gold estrenada en Japón el 23 de julio de 2016. Es la decimocuarta película basada en la serie One Piece de Eiichirō Oda.

## Trama
Una niña llamada Myskina Olga es perseguida tanto por el Gobierno Mundial como por un hombre llamado Mad Treasure, ya que ella es la única que conoce la ubicación del Pure Gold, una sustancia que puede comprar el mundo entero. Olga termina navegando con los Piratas del Sombrero de Paja, y viajan para encontrar el Oro Puro en la isla perdida de Alchemi, que se encuentra dentro del estómago de un gran rape llamado Bonbori. Olga y Luffy se separan de los demás, y Olga revela que ha vivido durante unos 200 años y que le guarda rencor a su padre por hacer el "Pure Gold", lo que provocó la muerte de su madre y que Bonbori los comiera...

## Personajes
Además de los Piratas Sombrero de Paja, la película cuenta con gran variedad de personajes secundarios como, Gild Tesoro, Carina, Ivan Q. Temprado...
| Personaje         | Japonés            | Inglés               | Español Latino    |
| ----------------- | ------------------ | -------------------- | ----------------- |
| Monkey D. Luffy   | Mayumi Tanaka      | Colleen Clinkenbeard | Desireé González  |
| Roronoa Zoro      | Kazuya Nakai       | Christopher Sabat    | Gbriel Basurto    |
| Nami              | Akemi Okamura      | Luci Christian       | Georgina Sánchez  |
| Usopp             | Kappei Yamaguchi   | Sonny Strait         | Alejandro Orozco  |
| Sanji             | Hiroaki Hirata     | Eric Vale            | Noé Velázquez     |
| Tony Tony Chopper | Ikue Ohtani        | Brina Palencia       | Nallely Solís     |
| Nico Robin        | Yuriko Yamaguchi   | Stephanie Young      | Kerygma Flores    |
| Franky            | Kazuki Yao         | Patrick Seitz        | Manuel Campuzano  |
| Brook             | Cho                | Ian Sinclair         | Óscar Flores      |
| Mad Treasure      | Shun Oguri         | Troy Hughes          | Alejandro Ortega  |
| Myskina Olga      | Minami Hamabe      | Sara Ragsdale        | Ixchel León       |
| Myskina Acier     | Kiyohiko Shibukawa | Steve Young          | Jorge Jacobo      |
| Psycho P          | Hiroyuki Yoshino   | Akron Watson         | Jeremy Herrera    |
| Naomi Drunk       | Kiko Mizuhara      | Kenneisha Thompson   | Gaby Gris         |
| Elizabeth         | Wasabi Mizuta      | Leah Clark           | Fernanda Ornelas  |
| Yukimura          | Yasunori Masutani  | Jim Johnson          | David Martínez    |
| Livia             | Fuyuka Ono         | Bryn Apprill         | TBA               |
| CP-0 Agent        | Katsumi Suzuki     | Shawn Gann           | Igor Cruz         |
| Rob Lucci         | Tomokazu Seki      | Jason Liebrecht      | Ismael Verástegui |
| Tanaka            | Gaku Hamada        | Daman Mills          | Pepe Vilchis      |
| Distorsion        | Kesada San         | Ivan Q. Temprado     | TBA               |
| Gild Tesoro       | Kazuhiro Yamaji    | Keith Silverstein    | Idzi Dutkiewicz   |